# Nicola D'Ottavio
Nicola D’Ottavio (Agnone, 4 aprile 1959) è un dirigente sportivo ed ex calciatore italiano, di ruolo attaccante.

## Carriera

### Giocatore
Inizia a giocare a 12 anni in Terza Categoria Molisana nell'Aquilonia Agnone e gli dovettero cambiare l'anno di nascita da 1959 a 1956 per farlo giocare. Gioca poi nell'Olympia Agnonese in Prima Categoria per poi passare alle giovanili del Giulianova dove vince uno scudetto Allievi nel 1975-1976.
Dopo il Giulianova passa all'Hellas Verona in Serie A nel 1978-1979, segna due gol in Coppa Italia contro il Torino ma la pubalgia lo frena e non riesce a segnare in massima serie. Dopo due stagioni in Serie B con il Verona, va prima al Brescia e poi torna in A con l'Avellino. Nel 1982 torna in Molise per giocare in Serie B nel Campobasso. Dopo essere andato anche alla Triestina, nel 1985 scende in Serie C1 dove ottiene due promozioni consecutive con Taranto e Barletta. Dopo aver giocato per un anno con la Casertana, gioca per due anni sempre in C1 a Catania. 
Nel 1990 scende nel campionato interregionale a Benevento con cui perde lo spareggio promozione per la C2. Torna in C2 con Castel di Sangro e Viareggio, per poi tornare a nel 1993 Benevento dove contribuisce alla vittoria del campionato di Serie D e lo porta la stagione successiva alla semifinale playoff, diventando inoltre il secondo miglior marcatore di sempre dei giallorossi. La sua ultima stagione inizia a Castel di Sangro in C1 nella stagione che vedrà gli abruzzesi accedere per la prima volta in Serie B, ma a ottobre scende in Serie D all'Aquila dove smette di giocare alla fine della stagione.
Durante la sua carriera in campionato ha segnato 195 gol.

### Dirigente
La prima esperienza come direttore sportivo è avvenuta nella stagione 1996-97 con il Benevento. In seguito è stato dirigente al Chieti, Brindisi e Torres .Il 28 aprile 2011 è diventato il direttore sportivo della Cavese, al posto del dimissionario Francesco Maglione. Nella stagione 2013/14 ha ricoperto il ruolo di osservatore per il Chievo. Nella stagione 2015/16 è diventato il direttore sportivo dell'Olympia Agnonese, mantenendo l'incarico anche la stagione successiva. Nella stagione 2018/19 è diventato il direttore sportivo del Giulianova e dalla stagione 2019/20 alla 2021/22 è stato il direttore sportivo della Vastese.Dal 2023 al 2024 è al Miglianico - Lanciano

## Statistiche

### Presenze e reti nei club[11]
| Stagione                | Squadra                 | Campionato              | Campionato | Campionato | Coppe nazionali | Coppe nazionali | Coppe nazionali | Totale   | Totale |
| Stagione                | Squadra                 | Campionato              | Presenze   | Reti       | Competizione    | Presenze        | Reti            | Presenze | Reti   |
| ----------------------- | ----------------------- | ----------------------- | ---------- | ---------- | --------------- | --------------- | --------------- | -------- | ------ |
| 1976-1977               | Giulianova              | C                       | 6          | 1          | CIS             | ?               | ?               | 6+?      | 1+?    |
| 1977-1978               | Giulianova              | C                       | 34         | 9          | CIS             | ?               | ?               | 34+?     | 9+?    |
| Totale Giulianova       | Totale Giulianova       | Totale Giulianova       | 40         | 10         |                 | ?               | ?               | 40+?     | 10+?   |
| 1978-1979               | Hellas Verona           | A                       | 19         | 0          | CI              | 2               | 2               | 21       | 2      |
| 1979-1980               | Hellas Verona           | B                       | 29         | 9          | CI              | 4               | 0               | 33       | 9      |
| 1980-1981               | Hellas Verona           | B                       | 28         | 5          | CI              | 2               | 0               | 28       | 5      |
| Totale Hellas Verona    | Totale Hellas Verona    | Totale Hellas Verona    | 76         | 14         |                 | 8               | 2               | 84       | 16     |
| 1981                    | Brescia                 | B                       | 3          | 1          | CI              | 4               | 0               | 7        | 1      |
| 1982                    | Avellino                | A                       | 6          | 0          | -               | -               | -               | 6        | 0      |
| 1982-1983               | Campobasso              | B                       | 34         | 5          | CI              | 5               | 1               | 39       | 6      |
| 1983-1984               | Campobasso              | B                       | 32         | 6          | CI              | 3               | 0               | 35       | 6      |
| Totale Campobasso       | Totale Campobasso       | Totale Campobasso       | 66         | 11         |                 | 8               | 1               | 74       | 12     |
| 1984-1985               | Triestina               | B                       | 30         | 2          | CI              | 5               | 0               | 35       | 2      |
| 1985-1986               | Taranto                 | C1                      | 28         | 15         | CI + CIC        | 2+?             | 0               | 30       | 15     |
| 1986                    | Taranto                 | B                       | -          | -          | CI              | 4               | 0               | 4        | 0      |
| Totale Taranto          | Totale Taranto          | Totale Taranto          | 28         | 15         |                 | 6+?             | 0               | 34+?     | 15     |
| 1986-1987               | Barletta                | C1                      | 29         | 14         | CIC             | ?               | 0               | 29+?     | 14     |
| 1987-1988               | Casertana               | C1                      | 32         | 15         | CI + CIC        | 5+?             | 1               | 37+?     | 16     |
| 1988-1989               | Catania                 | C1                      | 22         | 4          | CIC             | 2+?             | 2               | 24+?     | 6      |
| 1989-1990               | Catania                 | C1                      | 29         | 6          | CIC             | 3+?             | 3               | 32+?     | 9      |
| Totale Catania          | Totale Catania          | Totale Catania          | 51         | 10         |                 | 5+?             | 5               | 56+?     | 15     |
| 1990-1991               | Benevento               | CI                      | 30+?       | 19+?       | CID             | ?               | ?               | 30+?     | 19+?   |
| 1991-1992               | Castel di Sangro        | C2                      | 35         | 19         | CIC             | ?               | ?               | 35+?     | 19+?   |
| 1992-1993               | Viareggio               | C2                      | 28         | 13         | CIC             | ?               | ?               | 28+?     | 13+?   |
| 1993-1994               | Benevento               | CND                     | 36         | 30         | CID             | ?               | ?               | 36+?     | 30+?   |
| 1994-1995               | Benevento               | C2                      | 28+2       | 16+1       | CIC             | ?               | ?               | 30+?     | 17+?   |
| Totale Benevento        | Totale Benevento        | Totale Benevento        | 92+2       | 65+1+?     |                 | ?               | ?               | 94+?     | 66+?   |
| 1995                    | Castel di Sangro        | C1                      | 6          | 0          | CIC             | -               | -               | 6        | 0      |
| Totale Castel di Sangro | Totale Castel di Sangro | Totale Castel di Sangro | 41         | 19         |                 | ?               | ?               | 41+?     | 19+?   |
| 1995-1996               | L'Aquila                | CND                     | 23         | 6          | CID             | ?               | ?               | 23       | 6      |
| Totale carriera         | Totale carriera         | Totale carriera         | 549+?      | 196+?      |                 | 40+?            | 9+?             | 589+?    | 205+?  |

## Palmarès

### Club

#### Competizioni giovanili
- Campionato Allievi Nazionali: 1

Giulianova: 1975-1976

#### Competizioni nazionali
- Campionato Interregionale: 1

Benevento: 1990-1991
- Campionato Nazionale Dilettanti: 1

Benevento: 1993-1994

### Individuale
- Classifica cannonieri Serie C1: 1

Casertana: 1987-1988 (15 gol)
- Classifica cannonieri Campionato Interregionale: 1

Benevento: 1990-1991 (19 gol)
- Classifica cannonieri Serie C2: 2

Castel Di Sangro: 1991-1992 (19 gol)
Benevento: 1994-1995 (16 gol)
- Classifica cannonieri Campionato Nazionale Dilettanti: 1

Benevento: 1993-1994 (30 gol)